# Jacetani
Gli Jacetani (Iakketanoi in greco antico, Iacetani in latino) furono un popolo pre-romano stabilitosi intorno al III secolo a.C. nella Penisola Iberica e più precisamente nella parte settentrionale dell'Aragona, verso i Pirenei, e probabilmente anche in parte dell'attuale Catalogna. Da loro prende il nome la regione Jacetania situata nei Pirenei al confine con la Francia.
Il loro centro principale era Jaca e si ritiene che mantenessero rapporti con gli Aquitani. Sono citati anche nei testi di Plinio e Tolomeo. È certo che battevano moneta propria.
Si discute se appartenessero ai vasconi: Strabone nelle sue cronache parla degli Jacetani come un popolo distinto dai vasconi, mentre lo storico greco Tolomeo li identifica come tali.Secondo altre ipotesi si tratterebbe di un popolo di origine aquitana che attraversando i Pirenei si stabilì nella regione basca.
Furono sconfitti, nel 195 a.C., dai Romani, che espugnarono la loro capitale, Iacca (l'odierna Jaca), facendone un centro territoriale di una certa importanza (vi venne istituita una zecca dove veniva battuta moneta con la dicitura «I.A.Ca»). Sotto il profilo amministrativo il territorio jacetano fu incorporato prima nell'Hispania citerior, poi, in età augustea, nella provincia della Tarraconense.
Si ritiene che gli Jacetani avessero una struttura sociale di tipo matriarcale e che la loro economia fosse basata su allevamento e agricoltura. Frequenti furono le guerre con loro vicini Suessetani, che vivevano nella fertile pianura a sud, corrispondente all'attuale regione delle Cinco Villas (Aragona).